# ورخنه‌اوگلیچینو
ورخنه‌اوگلیچینو (انگلیسی: Verkhneuglichino) یک شهرک در شهرستان کارماسکالینسکی استان باشقیرستان کشور روسیه است.